# Самуел Дурънс
Самуел Торнтън Дуранс (на английски: Samuel Thornton Durrance) е американски учен и астронавт на НАСА, участник в два космически полета.

## Образование
Самуел Торнтън Дуранс е завършил гимназия в Тампа, Флорида. През 1972 г. получава бакалавърска степен по физика от Калифорнийския университет. През 1974 г. става магистър по физика в същото висше учебно заведение. През 1980 г. защитава докторат по философия в университета на Боулдър, Колорадо. Професор по астрофизика в Технологичния институт на Флорида.

## Служба в НАСА
С. Т. Дуранс е избран за астронавт от НАСА на 20 юни 1984 г., Астронавтска група ASTRO-1. Участник в два космически полета.

### Космически полети
| Космически полети на Самуел Торнтън Дуранс                 | Космически полети на Самуел Торнтън Дуранс | Космически полети на Самуел Торнтън Дуранс | Космически полети на Самуел Торнтън Дуранс | Космически полети на Самуел Торнтън Дуранс | Космически полети на Самуел Торнтън Дуранс | Космически полети на Самуел Торнтън Дуранс |
| №                                                          | Дата                                       | КК                                         | Емблема на мисията                         | Функции                                    | Продължителност                            |                                            |
| ---------------------------------------------------------- | ------------------------------------------ | ------------------------------------------ | ------------------------------------------ | ------------------------------------------ | ------------------------------------------ | ------------------------------------------ |
| 1                                                          | 2 декември 1990                            | „Колумбия“, STS-35                         |                                            | Специалист по полезния товар               | 8 денонощия 23 часа 05 мин. 08 сек.        |                                            |
| 2                                                          | 2 март 1995                                | „Индевър“, STS-67                          |                                            | Специалист по полезния товар               | 16 денонощия 15 часа 08 мин. 48 сек.       |                                            |
| Сумарно време в космоса – 19 дни 06 часа 52 мин. и 56 сек. |                                            |                                            |                                            |                                            |                                            |                                            |